# Áno Pontolívado
Áno Pontolívado (Ano Pontolivado) är en ort i Grekland.   Den ligger i prefekturen Nomós Kaválas och regionen Östra Makedonien och Thrakien, i den nordöstra delen av landet, 300 km norr om huvudstaden Aten. Áno Pontolívado ligger 68 meter över havet och antalet invånare är 120.
Terrängen runt Áno Pontolívado är kuperad åt nordväst, men åt sydost är den platt. En vik av havet är nära Áno Pontolívado åt sydväst. Runt Áno Pontolívado är det ganska tätbefolkat, med 54 invånare per kvadratkilometer. Närmaste större samhälle är Kavála, 15,4 km väster om Áno Pontolívado. Trakten runt Áno Pontolívado består till största delen av jordbruksmark.